# Trypanosomatida
Die Trypanosomatida sind eine Gruppe von einzelligen Flagellaten innerhalb der Gruppe der Kinetoplastea, die sich durch eine einzelne Geißel auszeichnen und die durchweg als Parasiten leben. Viele Trypanosomatida vermehren sich ausschließlich in Insekten; manche Gattungen machen einen Wirtswechsel zwischen Insekten als Vektor und einem Wirbeltierwirt oder einem Pflanzenwirt durch.
Zu den Trypanosomatida gehören mit den Leishmanien und den Trypanosomen wichtige Krankheitserreger für die Leishmaniose, die Chagas-Krankheit und die afrikanische Trypanosomiasis beim Menschen sowie für die Tierseuchen Nagana und Surra. Auch einige Pflanzenschädlinge der Gattung Phytomonas zählen zu den Trypanosomatida.

## Merkmale
Alle Trypanosomatida haben eine einzelne Geißel, die soweit reduziert sein kann, dass sie im Lichtmikroskop nicht sichtbar ist (amastigote Form). Ferner findet sich in einem einzelnen großen Mitochondrium ein Kinetoplast, eine durch Anfärbung sichtbare Ansammlung von mitochondrialer DNA.
Viele Arten zeigen einen Formenwechsel, bei dem sich die Zellform im Laufe des Lebenszyklus deutlich ändert. Das trifft sowohl für die Zellgröße wie auch für die Position der Geißelbasis (trypomastigot, epimastigot, promastigot) relativ zum Zellende zu.

## Verbreitung und Wirte
Vertreter der Trypanosomatida sind weltweit anzutreffen. Alle Arten leben als Parasiten. Manche Gattungen parasitieren nur in einer Klasse von Lebewesen, meist Insekten; darunter fallen die Gattungen Blastocrithidia, Crithidia, Herpetomonas, Leptomonas und Rhynchoidomonas. Die Gattung Phytomonas macht einen Wirtswechsel zwischen Insekten als Vektor und Pflanzen durch, während Endotrypanum, Leishmania und Trypanosoma zwischen Insekten (bei aquatischen Trypanosomen auch Egeln) und Wirbeltieren wechseln.

## Systematik
Die erste Beschreibung einer Ordnung noch unter der Bezeichnung Trypanosomata, die auf der Typusgattung Trypanosoma basierte, stammt vom britischen Meeresbiologen William Saville-Kent (1845–1908).
Die Trypanosomatida gehören mit den Neobodonida, den Parabodonida und den Eubodonida zu den Metakinetoplastina, einer aufgrund von Sequenzvergleichen von ribosomaler RNA definierten Gruppe innerhalb der Kinetoplastea. Im Gegensatz zu den anderen Vertretern sind die Trypanosomatida ausschließlich Parasiten mit nur einer einzelnen Geißel. Innerhalb der Trypanosomatida werden derzeit elf Gattungen unterschieden.
- Trypanosomatida Kent, 1880
  - Gattung Blastocrithidia Laird, 1959
  - Gattung Crithidia Leger, 1902
  - Gattung Endotrypanum Mesnil & Brimont, 1908
  - Gattung Herpetomonas Kent, 1880
  - Gattung Leishmania Ross, 1903
  - Gattung Leptomonas Kent, 1880
  - Gattung Phytomonas Donovan, 1909
  - Gattung Rhynchoidomonas Patton, 1910
  - Gattung Sauroleishmania Ranque, 1973
  - Gattung Trypanosoma Gruby, 1843
  - Gattung Wallaceina Podlipaev et al., 1990

Während die Trypanosomatida selbst sowie die Gattungen Leishmania, Phytomonas und Trypanosoma als monophyletisch gelten, sind die anderen Gattungen vermutlich paraphyletisch. Die Vermehrung ausschließlich in Insekten gilt als ursprünglich; der Wirtswechsel zwischen Insekten und Wirbeltieren ist innerhalb der Trypanosomatida vermutlich mehrmals aufgetreten.
Die Trypanosomatidae als Familie wurden etwas weiter gefasst:
- Familie Trypanosomatidae Calkins 1926 [Trypanomorphidae Woodcock 1906; Trypanosomataceae Senn 1911]
  - ohne Zuweisung einer Unterfamilie
    - Gattung Agamomonas Grassé 1952
    - Gattung Batracoleishmania Dasgupta 2011
    - Gattung Blastocrithidia Laird 1959
    - Gattung Cercoplasma Roubaud 1911
    - Gattung Cystotrypanosoma Roubaud 1911
    - Gattung Jaenimonas Votypka & Hamilton 2015
    - Gattung Lamellasoma Davis 1947
    - Gattung Leptowallaceina Podlipaev & Frolov 2000
    - Gattung Lewisonella Chalmers 1918 nomen dubium
    - Gattung Malacozoomonas Nicoli, Penaud & Timon-David 1972
    - Gattung Nematodomonas Nicoli, Penaud & Timon-David 1972
    - Gattung †Paleoleishmania Poinar & Poinar, 2004
    - Gattung †Paleotrypanosoma Poinar 2008
    - Gattung Paramecioides Grassé 1882
    - Gattung Sauroleishmania Ranque 1973
    - Gattung Sergeia Svobodová et al. 2007 non Stimpson 1860 non Nasonov 1923 non Sergio Manning & Lemaitre 1994
    - Gattung Trypanomonas Danilewsky 1885
    - Gattung Trypanomorpha Woodcock 1906
    - Gattung Undulina Lankester 187
    - Gattung Wallaceina Bulat, Mokrousov & Podlipaev 1999 [Proteomonas Podlipaev, Frolov & Kolesnikov 1990 non Hill & Wetherbee 1986]
    - Gattung Wallacemonas Kostygov & Yurchenko 2014

  - Unterfamilie Paratrypanosomatinae Votýpka & Lukeš 2013
    - Gattung Paratrypanosoma Votypka & Lukes 2013

  - Unterfamilie Trypanosomatinae
    - Gattung Trypanosoma Gruby 1843

  - Unterfamilie Blechomonadinae Votypka & Suková 2013
    - Gattung Blechomonas Votypka & Suková 2013[4][5]

  - Unterfamilie Leishmaniinae sensu Maslov & Lukeš 2012
    - Clade Crithidiatae Maslov & Lukeš 2012
      - Gattung Crithidia Léger 1902
      - Gattung Leptomonas Kent 1880
      - Gattung Lotmaria Schwarz 2015

    - Clade Leishmaniatae Maslov & Lukeš 2012
      - Gattung Borovskyia Kostygov & Yurchenko 2017
      - Gattung Endotrypanum Mesnil & Brimont 1908
      - Gattung Leishmania Ross 1903
      - Gattung Novymonas Votýpka et al. 2015
      - Gattung Paraleishmania Cupolillo et al. 2000
      - Gattung Zelonia Shaw, Camargo et Teixeira 2016

  - Unterfamilie Phytomonadinae Kostygov & Yurchenko 2015
    - Gattung Herpetomonas Kent 1880 non Donovan 1909
    - Gattung Lafontella Kostygov & Yurchenko 2015
    - Gattung Phytomonas Donovan 1909

  - Unterfamilie Strigomonadinae Votypka et al. 2014
    - Gattung Angomonas Souza & Corte-Real 1991 mit Angomonas deanei
    - Gattung Kentomonas Votypka et al. 2014
    - Gattung Strigomonas Lwoff & Lwoff 1931 mit Strigomonas culicis

## Nachweise
1. ↑  William Saville Kent: A manual of the infusoria, including a description of all known flagellate, ciliate, and tentaculiferous protozoa, British and foreign and an account of the organization and affinities of the sponges. Band I, David Bogue, London 1880, S. 218–220. (online)
2. ↑  
D. Moreira, P. López-García, K. Vickerman: An updated view of kinetoplastid phylogeny using environmental sequences and a closer outgroup: proposal for a new classification of the class Kinetoplastea. In: Int J Syst Evol Microbiol. 54(Pt 5), Sep 2004, S. 1861–1875. PMID 15388756
3. ↑  A. G. Simpson, J. R. Stevens, J. Lukes: The evolution and diversity of kinetoplastid flagellates. In: Trends Parasitol. 22(4), April 2006, S. 168–174. PMID 16504583.
4. ↑  Danyil Grybchuk, Alexei Y. Kostygov, Diego H. Macedo, Jan Votýpka, Julius Lukeš, Vyacheslav Yurchenko: RNA Viruses in Blechomonas (Trypanosomatidae) and Evolution of Leishmaniavirus, in: ASM mBio, Band 9, 1. Oktober 2018, eissn: 2150-7511, doi:10.1128/mbio.01932-18, PMC 6191543 (freier Volltext), PMID 30327446
5. ↑  NCBI: Blechmonas luni narnavirus 1 (species), NC_040829.1